# Straßenbahn Lipova
Die Straßenbahn Lipova war eine Straßenbahn in der rumänischen Kleinstadt Lipova. Sie verkehrte von 1911, als der Ort unter der Bezeichnung Lippa noch zu Österreich-Ungarn gehörte, bis 1936 und wurde als Pferdestraßenbahn (ungarisch: lóvasút) betrieben. Die 3,742 Kilometer lange schmalspurige Überlandstraßenbahn hatte eine Spurweite von 700 Millimetern und verband Lipova mit dem peripher gelegenen Kurbad Băile Lipova, einem sogenannten Sauerbrunnen (ungarisch: Savanyúkút fürdő), der ursprünglich Lippafüred beziehungsweise Lippafürdő hieß. Die Strecke begann beim Türkischen Basar auf dem damaligen Piac tér (deutsch: Marktplatz) und führte innerorts durch die Strada Nicolae Bălcescu (ursprünglich Fő utca), die Strada Bogdan Petriceicu Hasdeu und die Strada Lugojului bis zum Stadtrand. Ab dort folgte sie der alten Landstraße nach Lugoj bis zum Kurbad. Zur 1868 eröffneten Bahnstrecke Arad–Alba Iulia beziehungsweise zur 1906 eröffneten Lokalbahn Arad–Podgoria bestand kein direkter Übergang. In Lipova mussten die vom Bahnhof im Stadtteil Radna her anreisenden Kurgäste den Fluss Mureș zu Fuß überqueren. Hierbei war durch die Híd utca – die heutige Strada Nicolae Titulescu – ein Fußweg von circa 500 Metern zurückzulegen.
Der Bau der Strecke wurde 1908 auf Initiative des damaligen Kurdirektors István (Stephan) Huzli beschlossen, Baubeginn war 1910. Die Bahn wurde mit einem einzelnen Sommerwagen betrieben, der in der Regel von zwei Pferden gezogen wurde. Ab 1936, als das Kurbad umfangreich umgebaut und die Straßenbahnschienen entfernt wurden, ersetzten schließlich Autobusse die Bahn.

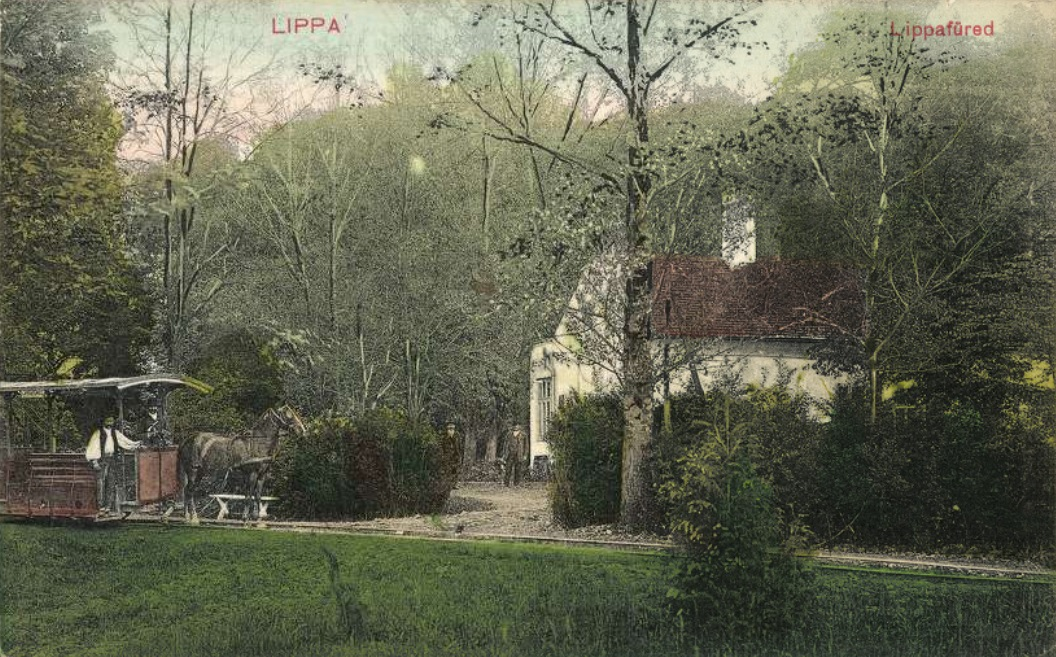
Lippafüred im Jahr 1916
Im Vordergrund das Straßenbahngleis im Bereich der Einmündung der Strada Nicolae Titulescu in die Strada Nicolae Bălcescu, im Hintergrund die Brücke zum Bahnhof